# Männer! – Alles auf Anfang
Männer! – Alles auf Anfang ist eine deutsche Dramedy-Fernsehserie, die vom 15. Januar bis zum 26. Februar 2015 auf RTL ausgestrahlt wurde. 
Nachdem die Hauptfiguren Ben, David und Joris von ihren Frauen vor die Tür gesetzt werden, ziehen sie zwangsweise in eine renovierungsbedürftige Villa in Hamburg-Blankenese und gründen eine Männer-WG.
Die Serie ist eine Adaption der niederländischen Serie 'Divorce‘, welche auf einer Idee von Linda de Mol basiert.

## Besetzung
| Rolle             | Schauspieler               | Staffel | Folgen |
| ----------------- | -------------------------- | ------- | ------ |
| David Mendelbaum  | Hans-Jochen Wagner         | 1       | 1–7    |
| Joris Petersen    | Christoph Letkowski        | 1       | 1–7    |
| Ben Schäfer       | Andreas Pietschmann        | 1       | 1–7    |
| Tamara Mendelbaum | Katharina Müller-Elmau     | 1       | 1–7    |
| Joyce Kopinski    | Luise Bähr                 | 1       | 1–7    |
| Sophie Schäfer    | Eva-Maria Grein von Friedl | 1       | 1–7    |

## Episodenliste
Die Erstausstrahlung der ersten Staffel war vom 15. Januar bis zum 26. Februar 2015 auf dem deutschen Sender RTL zu sehen.
| Nr. (ges.) | Nr. (St.) | Originaltitel                  | Erstausstrahlung D | Regie            | Drehbuch           |
| ---------- | --------- | ------------------------------ | ------------------ | ---------------- | ------------------ |
| 1          | 1         | Abserviert                     | 15. Jan. 2015      | Edzard Onneken   | Claudia Kratochvil |
| 2          | 2         | Männerwirtschaft               | 22. Jan. 2015      | Edzard Onneken   | Claudia Kratochvil |
| 3          | 3         | Liebesblues                    | 29. Jan. 2015      | Edzard Onneken   | Claudia Kratochvil |
| 4          | 4         | Herrenabend                    | 5. Feb. 2015       | Edzard Onneken   | Claudia Kratochvil |
| 5          | 5         | Rosenkrieg                     | 12. Feb. 2015      | Edzard Onneken   | Claudia Kratochvil |
| 6          | 6         | Die Neuen                      | 19. Feb. 2015      | Sebastian Sorger | Claudia Kratochvil |
| 7          | 7         | Einer für alle, alle für einen | 26. Feb. 2015      | Sebastian Sorger | Claudia Kratochvil |

## Einschaltquoten
Beim Gesamtpublikum startete die erste Episode am 15. Januar 2015 mit 2,04 Millionen Zuschauern, was 6,6 Prozent Marktanteil entspricht, und in der Zielgruppe der 14- bis 49-Jährigen mit 1,34 Millionen Zuschauern, was 12,4 Prozent Marktanteil entspricht.
Die höchste Einschaltquote wurde mit der dritten Episode am 29. Januar 2015 erreicht. Beim Gesamtpublikum wurden 2,57 Millionen Zuschauern gemessen, was 8,2 Prozent Marktanteil entspricht, und in der Zielgruppe der 14- bis 49-jährigen mit 1,62 Millionen Zuschauern, was 14,2 Prozent Marktanteil entspricht. Daraufhin sanken die Einschaltquoten stark. Die niedrigste Einschaltquote wurde deshalb mit dem Staffelfinale am 26. Februar 2015 erreicht. Beim Gesamtpublikum wurden 1,65 Millionen Zuschauern gemessen, was 5,5 Prozent Marktanteil entspricht, und in der Zielgruppe der 14- bis 49-jährigen mit 1,04 Millionen Zuschauern, was 9,4 Prozent Marktanteil entspricht.
Im Durchschnitt sahen die erste Staffel 2,13 Millionen Zuschauer, was 6,9 Prozent Marktanteil entspricht. Bei der Zielgruppe der 14- bis 49-jährigen wurden 1,34 Millionen gemessen, was 11,8 Prozent Marktanteil entspricht. Eine Fortsetzung ist wegen der schlechten Einschaltquoten unwahrscheinlich.

## Auszeichnungen
- 2015 Nominierung beim Deutschen Comedypreis in der Kategorie „Beste Comedyserie“[3]